# Biblioteca Pública Thomas Crane
La Biblioteca Pública Thomas Crane (TCPL) es una biblioteca de la ciudad de Quincy, en el estado de Massachusetts (Estados Unidos). Se destaca por su arquitectura. Fue financiado por la familia Crane como un monumento a Thomas Crane, un rico contratista de piedra que se inició en las canteras de Quincy. Tiene la segunda colección municipal más grande de Massachusetts después de la Biblioteca Pública de Boston.
En el año fiscal 2008, la ciudad de Quincy gastó el 1,41 % (2.690.878 dólares) de su presupuesto en la biblioteca, unos 29 dólares por persona.

## Arquitectura
Se construyó en cuatro etapas: el edificio original (1882) por el arquitecto Henry Hobson Richardson; un codo adicional con espacio para pilas y vidrieras (1908) de William Martin Aiken en el estilo de Richardson; una gran expansión (1939) de los arquitectos Paul A. y Carroll Coletti, con tallas de piedra del escultor Joseph Coletti de Quincy; y una adición reciente (2001) de los arquitectos de Boston Childs, Bertman y Tseckares, que duplicó el tamaño de la biblioteca. Richardson consideró esta biblioteca entre sus edificios cívicos más exitosos, y Harper's Weekly la llamó "la mejor biblioteca de aldea en los Estados Unidos". Ocupa el puesto 43 de la lista America's Favorite Architecture del American Institute of Architects de los edificios favoritos de la nación.
Además de su arquitectura, el edificio original contiene un vitral del célebre artista estadounidense John LaFarge en memoria de Thomas Crane, titulada Old Philosopher (El viejo filósofo). A la izquierda de la elaborada chimenea tallada hay otros vitral de LaFarge, Angel at the Tomb (Ángel en la tumba), en memoria del hijo de Crane, Benjamin Franklin Crane. Frederick Law Olmsted, famoso por diseñar el Central Park, se encargó del aspecto paisajístico de los terrenos que rodean la biblioteca.
La biblioteca principal fue designada Monumento Histórico Nacional en 1987, reconociéndola como uno de los mejores edificios de bibliotecas de Richardson.

## Sucursales
En 1910 había dos "salas de lectura", una en el barrio de Atlantic en Atlantic Street y otra en West Quincy. En la década de 1920, el sistema se había expandido a nueve sucursales en total, agregando unas cerca de Parker Elementary School y Furnace Brook Parkway, y otras en los vecindarios de Squantum, South Quincy, Wollaston y Quincy Point. Los recortes presupuestarios municipales en 1981 redujeron el número a solo tres además del edificio principal: la sucursal de Wollaston (1922), que figura por separado en el Registro Nacional de Lugares Históricos, la sucursal de North Quincy (1963) en Hancock Street cerca de North Quincy High School y la sucursal de Adams Shore (1970) en Sea Street en Hough's Neck.

## Comunidad
La biblioteca a menudo alberga conciertos, conferencias y exposiciones de arte. También hay salas privadas disponibles para uso gratuito para el público o para pequeñas organizaciones comunitarias. Además, la biblioteca alberga el canal de televisión por cable de acceso público local de Quincy, QATV.
La biblioteca proporciona servicios y recursos que ayudan a la comunidad discapacitada. La sucursal principal cuenta con estacionamiento para discapacitados, ascensores a todos los pisos, así como pasillos y terminales de computadora para sentarse que se adaptan a sillas de ruedas y personas con discapacidades. Para aquellos que son ciegos o con discapacidad visual: las computadoras de uso público cuentan con teclados de letra grande. Las lupas de mano están disponibles en el mostrador de referencia, y los libros en braille están disponibles a través de préstamos interbibliotecarios.

## Galería

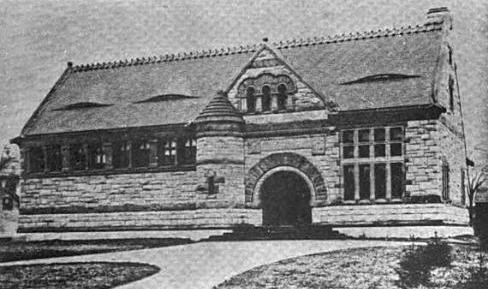
El edificio en 1891
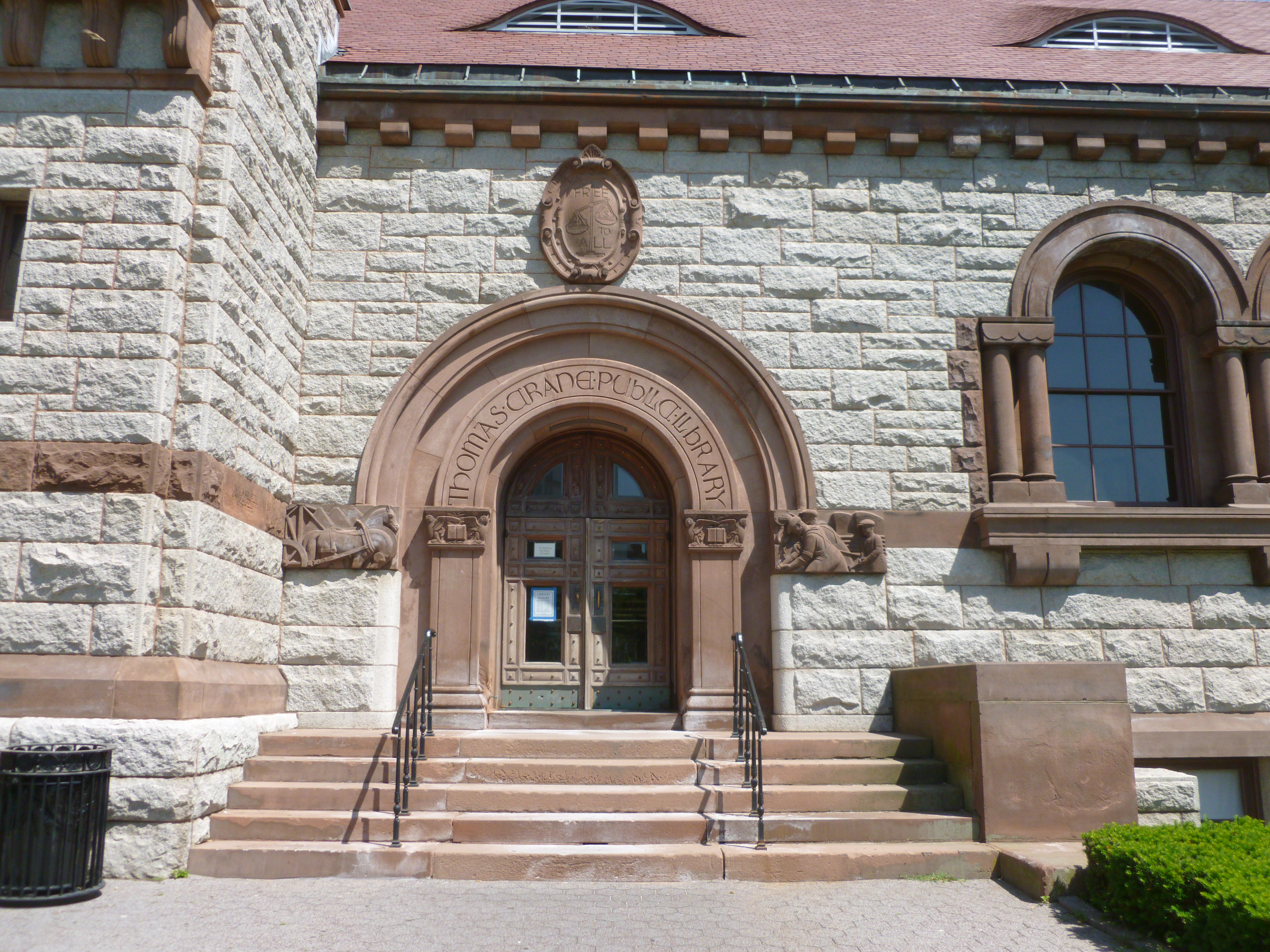
Arco neorrománico en la entrada
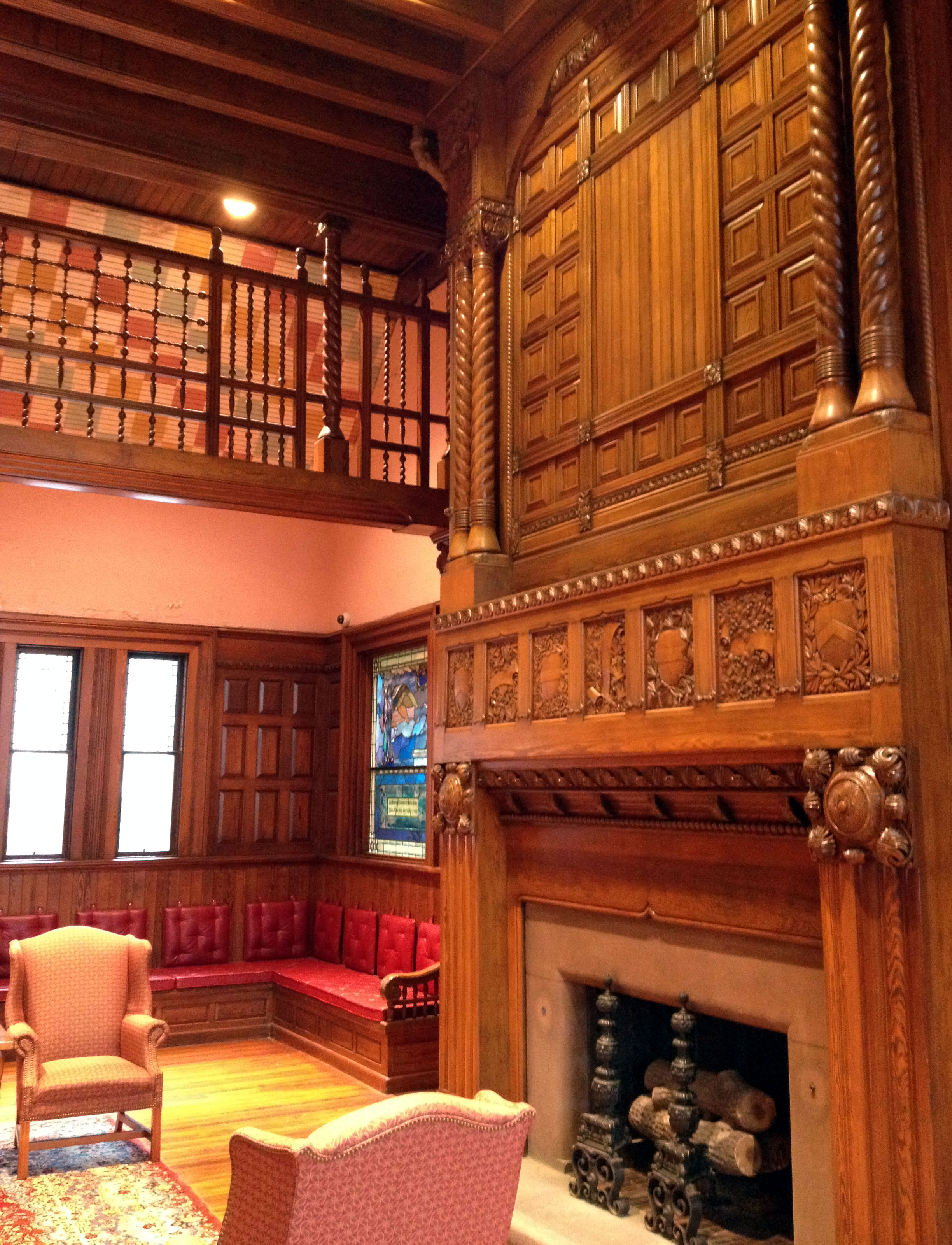
Vista interior del edificio original, con chimenea y Angel at the Tomb
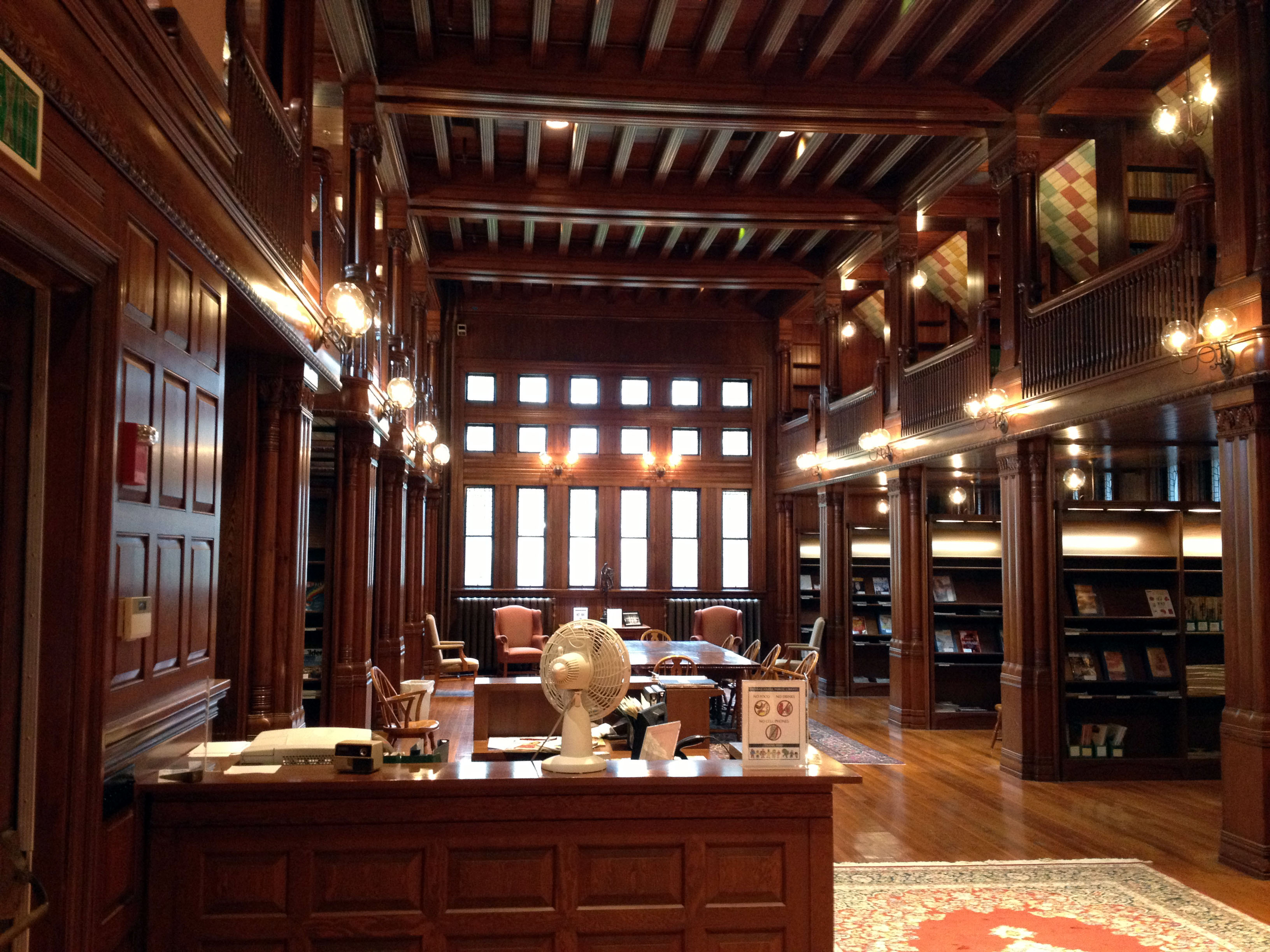
Interior con detalles originales de Henry Hobson Richardson
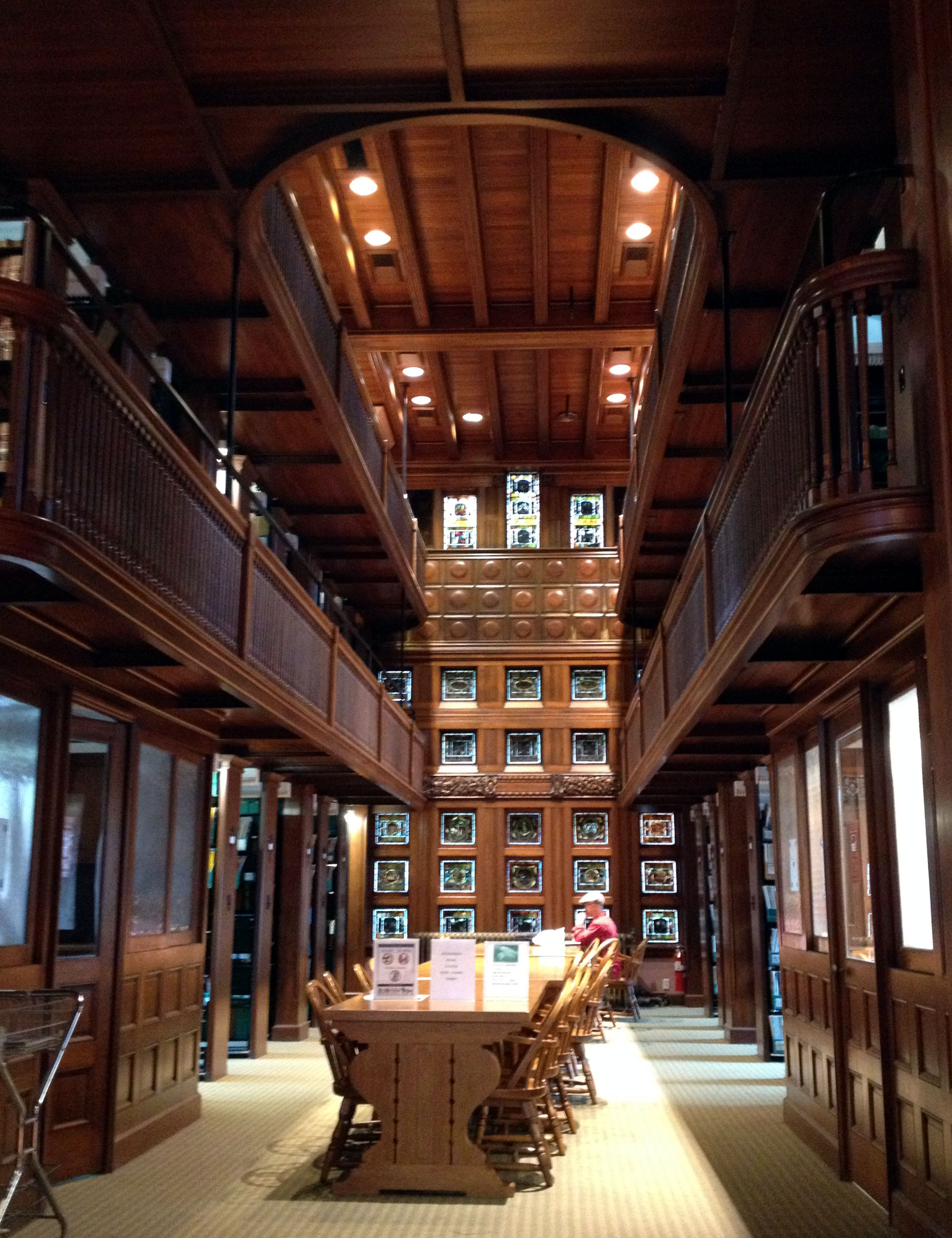
Vista de la sala de lectura de la adición de 1908 por Aiken
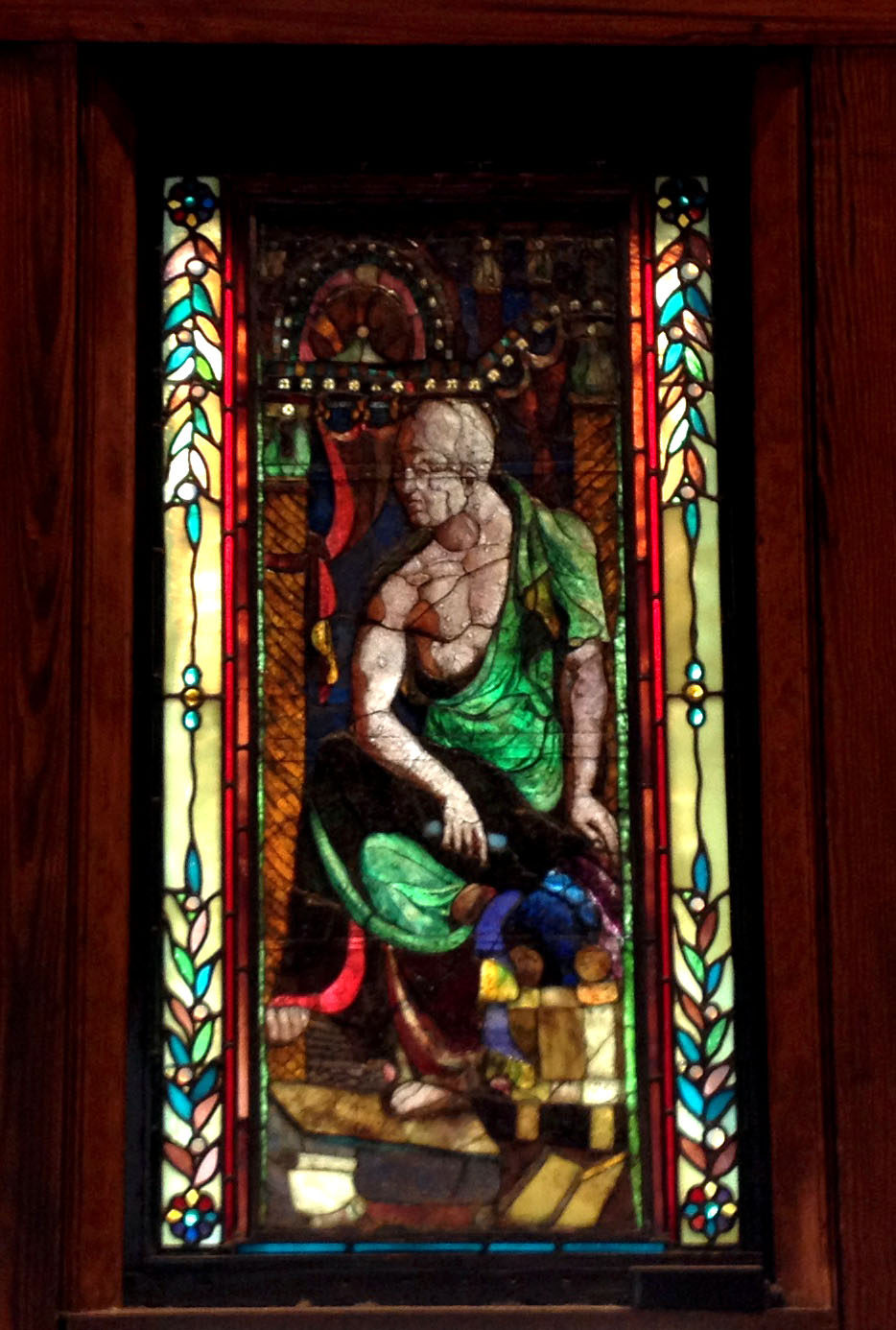
Vitral de John LaFarge Old Philosopher
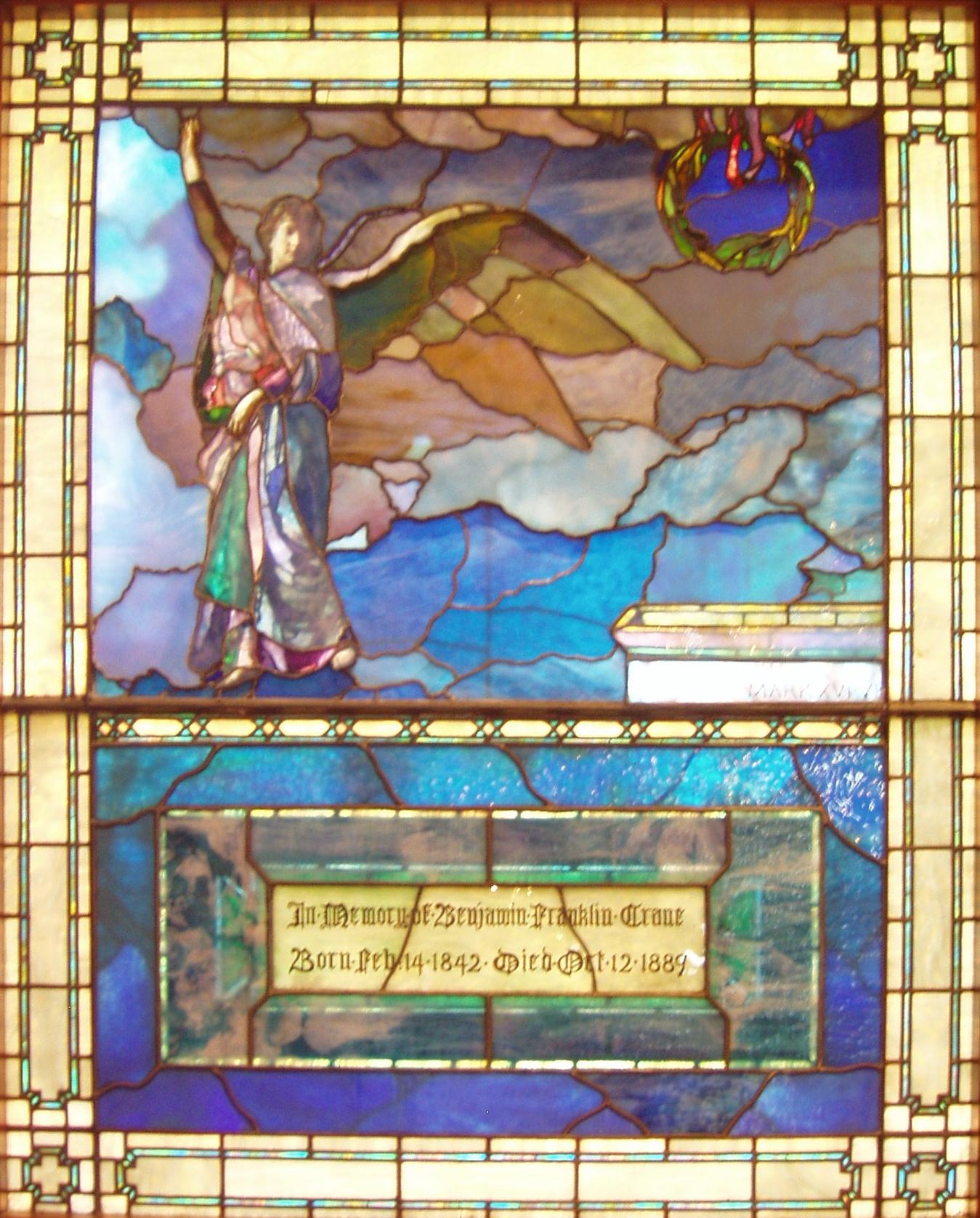
Vitral de John LaFarge Angel at the Tomb
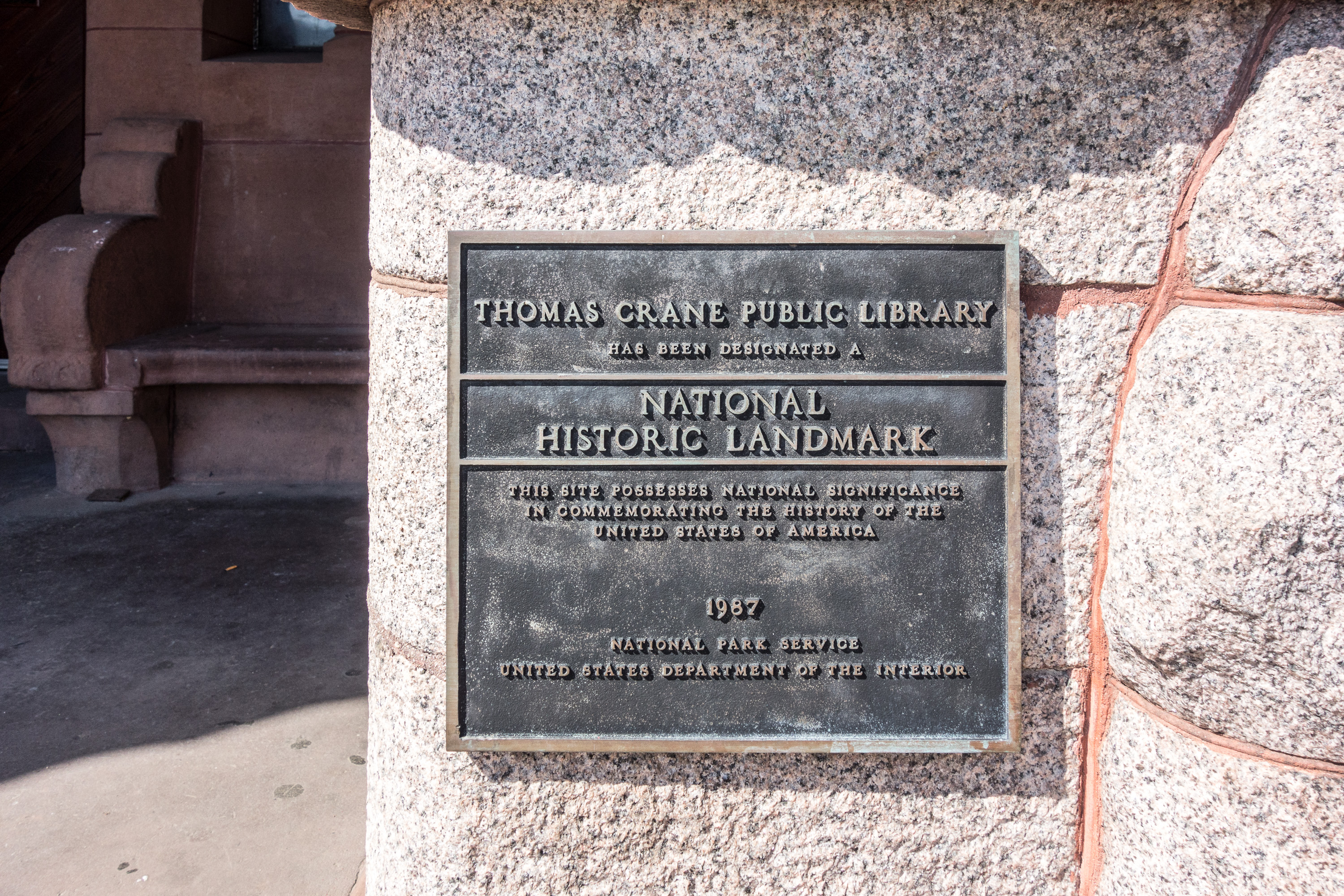
Placa conmemorativa